# 칼로얀
칼로얀 로마녹토노스(불가리아어: Калоян Ромеоубиец) 혹은 이반 1세(Иван I)는 1197년부터 1207년까지 불가리아의 차르였다. 그는 불가리아를 재건한 페터르 4세와 이반 아센 1세의 막내 남동생이었다. 칼로얀은 차르의 권위를 안정시켰고 라틴 제국과의 성공적인 전쟁 끝에 제 2차 불가리아 제국의 지역 내 영향력을 끌어올렸다.

## 이름
칼로얀의 본명은 '이반'이었다. 칼로얀(라틴어: Caloiohannes)은 "뛰어난 요한", "잘생긴 요한"이란 뜻으로 그리스어 Kaloiōannēs에서 유래되었고, 콤네노스 왕조 이후 요한네스란 이름을 가진 비잔티움 황제의 일반적인 별칭이었다. 다른 별명 역시 요안니차(Йоаница) 혹은 이반니차(Иваница) 등 "요한" 혹은 "이반"이란 이름의 변형이었다. 루마니아 역사가들은 Ioniţă Caloian란 이름을 사용했다.

## 생애
칼로얀은 1168년에서 1169년 경에 태어났다. 그는 페터르 4세와 이반 아센 1세의 막내동생이었다. 그의 형제들의 기원에 있어서는 논란이 있다. 1187년 그는 콘스탄티노폴리스에 인질로 보내졌고, 1189년 그곳에서 탈출하여 불가리아로 돌아왔다. 그의 형들이 이반코 등의 귀족들에게 살해된 후, 칼로얀은 공모자들보다 유리한 상황에서 불가리아의 차르가 되었다.
칼로얀은 그의 형들의 비잔티움 제국에 대한 팽창 정책을 계승하여 심지어 1196년 비잔티움에 항복하여 플로프디프를 통치하던 이반코와 동맹을 맺을 정도였다. 그의 또 다른 동맹은스트루미차를 통치하는 도브로미르 흐리즈였다. 이 연합은 비잔티움 제국이 이반코와 도브로미르 흐리즈를 굴복시킴으로써 빠르게 무너졌지만, 칼로얀은 1201년 트라키아의 콘스탄테이아(현재의 시메오노프그라드)와 바르나를 정복하였고, 1202년에는 마케도니아의 대부분을 점령하였다.

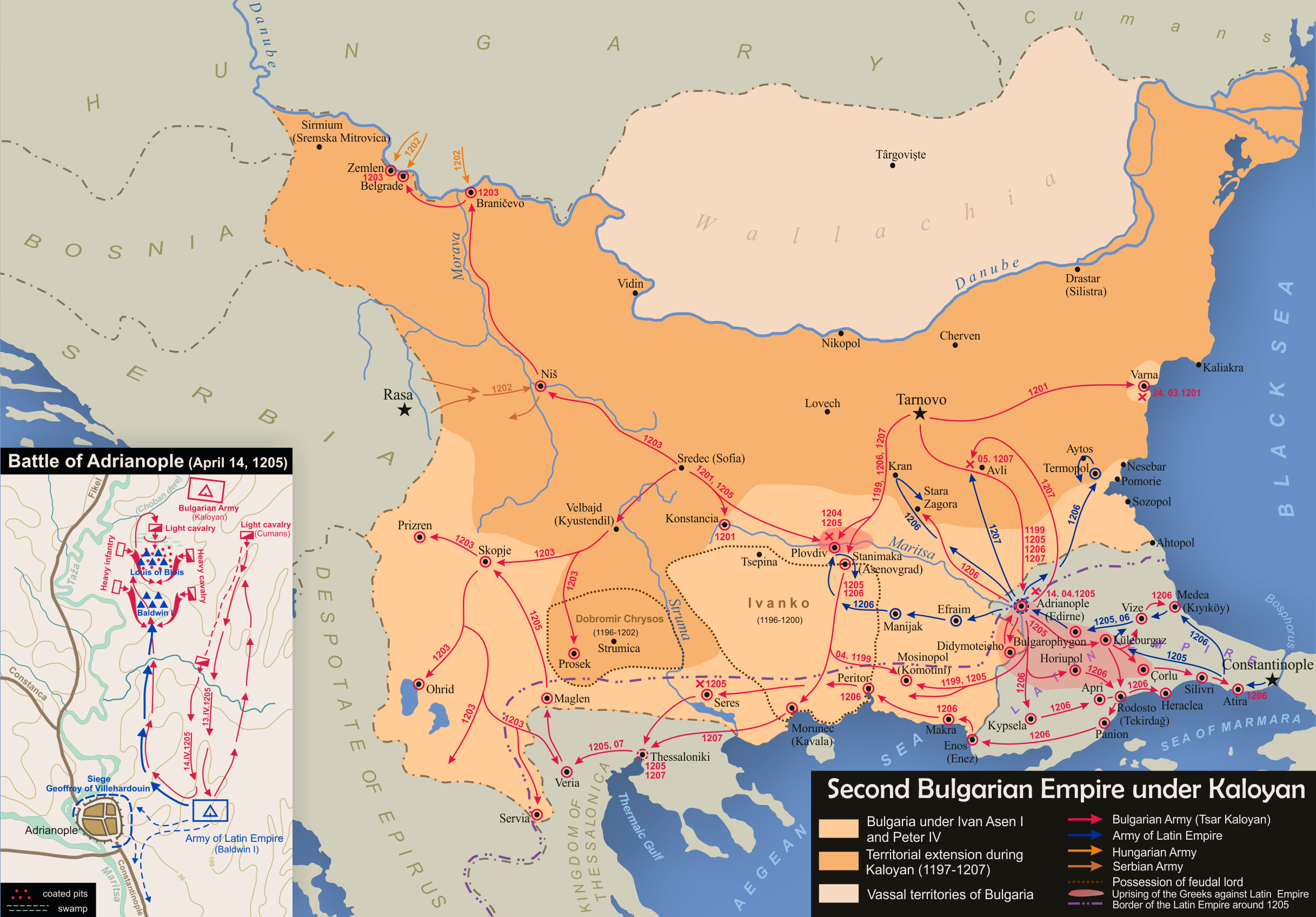
칼로얀 치하(1197-1207)의 불가리아.

1202년 헝가리의 임레 왕이 불가리아를 침공하여 베오그라드와 브라니체보, 니쉬를 점령하였다. 1203년 칼로얀은 이를 다시 되찾아 세르비아의 스테판 네마니치에게 돌려주었다. 헝가리와 불가리아 간의 대립은 교황 인노켄티우스 3세의 중재 때까지 계속되었다.
인노켄티우스 3세는 1199년에 칼로얀에게 편지를 써서 그를 로마 가톨릭교회로 끌어들이려고 했다. 황제의 칭호를 사용함으로써 제 1차 불가리아 제국의 권위, 부, 영토를 회복하고자 했던 칼로얀은 1202년 이에 답변하였다. 그는 가톨릭 세력과 연합하는 조건으로 인노켄티우스 3세에게 시메온 1세, 페터르 1세, 사무일이 가졌던 황제의 관과 권장을 수여할 것을 요구하였다. 칼로얀은 또한 교황이 불가리아 교회의 총대주교(Patriarch) 지위를 인정하기를 원하였다. 교황은 이러한 양보를 하고 싶지 않았고, 그의 사절인 추기경 레오가 불가리아의 수도 터르노보에 도착하였을 때, 그는 터르노보의 대주교인 바실리에게 '불가리아인과 왈라키아인의 수석 주교(Primate)' 지위만을 주었다. 칼로얀은 오직 'rex Bulgarorum et Blachorum'(불가리아인과 왈라키아인의 왕) 혹은 rex Bulgarie et Blachie(불가리아와 왈라키아의 왕)으로서 황제가 아닌 귀일 교회(Uniate)의 왕관을 받았을 뿐이었다. 하지만 칼로얀은 교황에게 편지를 쓰면서 즐겁게 자신의 '황제' 대관과 '총대주교' 임명에 대한 감사를 표했다. 또한 그는 교황에게 이 협정을 통해 가톨릭의 예식을 따르겠다고 약속하였다.

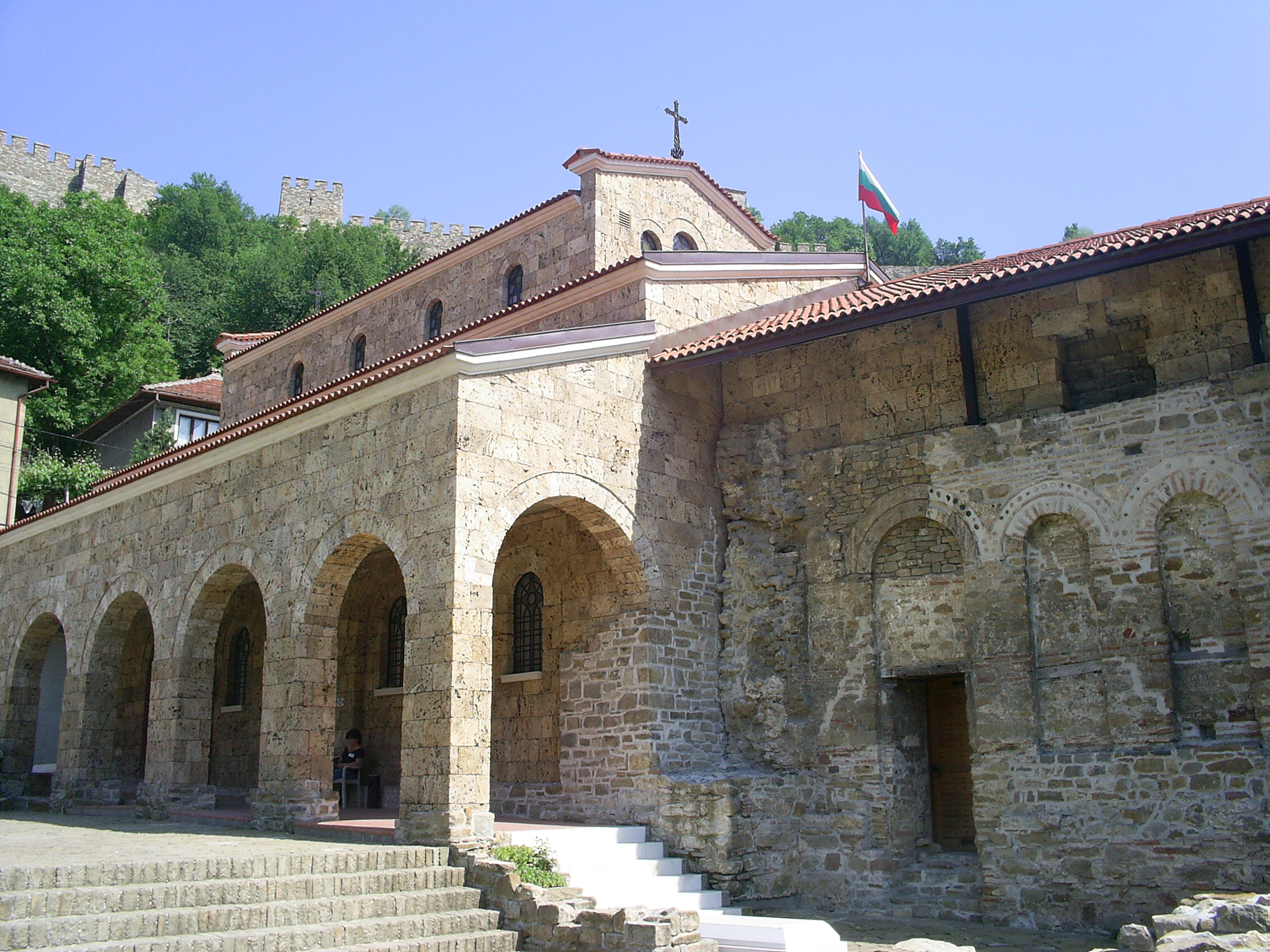
벨리코터르노보의 성 40 순교자 성당.

1204년 제4차 십자군이 비잔티움 제국을 공격하여 콘스탄티노폴리스를 점령하였다. 보두앵 1세는 황제를 선언하였고 칼로얀의 연합 제의를 거절하였던 십자군은 비잔티움 제국과 그 이웃 국가들을 정복할 의도를 드러내었다. 이에 트라키아의 비잔티움 귀족들이 반발하여 침략자들에게 대항하는 한편 1205년 칼로얀에게 복종을 약속하면서 도움을 요청했다.
라틴 제국의 황제 보두앵 1세는 비잔티움 도시들을 점령하고 아드리아노폴리스를 포위하였다. 십자군의 연대기 작가였던 빌라르두엥는 "왈라키아의 왕 요안니차는 대군을 이끌고 아드리아노폴리스를 구원하려 왔다. 왈라키아인과 불가리아인, 개종하지 않은 14,000명의 쿠만족들이 그를 따랐다."라고 적었다. 1205년 4월 14일, 칼로얀의 쿠만족 부대는 십자군의 중장기병을 아군이 매복해 있던 아드리아노폴리스 북쪽의 습지로 유인하였고, 그곳에서 칼로얀은 그들에게 큰 타격을 가하였다. 보두앵 1세는 포로로 잡혔고 태자 루이 1세는 살해당하였다. 보두앵은 터르노보의 감옥에 투옥되어 그곳에서 죽었거나 혹은 이후에 1205년 처형당하였다. 같은 해인 1205년 칼로얀은 세레스에서 라틴 군을 섬멸하고 플로프디프를 점령하였고, 라틴 제국 하의 트라키아와 마케도니아 대부분을 점령하였다.
처음에 칼로얀의 승리를 환영하였던 비잔티움 귀족들은 그에 대한 음모를 꾸미기 시작하였다. 칼로얀은 진로를 바꾸어 비잔티움인들을 공격하였고, 바실레이오스 2세 불가록토노스(불가르인의 학살자)에서 유래된 '로마녹토노스'라는 별명을 얻게 되었다. 1206년 1월 31일 칼로얀은 루시온 전투에서 라틴 군을 격파하였고, 디모티키아를 점령하러 나섰다. 불가리아는 다시 한번 헤라클레이아와 카에노프루리온과 같은 주요 도시를 포함하여 트라키아를 유린하였고, 로도스토와 같은 도시의 사람들을 다른 곳으로 이주시켰다. 초기의 칼로얀의 잔혹함은 그의 적들을 뛰어 넘지 않았던 반면 후기에는 점령한 도시의 주민들을 불가리아의 먼 지역으로 이주시켰다.

### 죽음

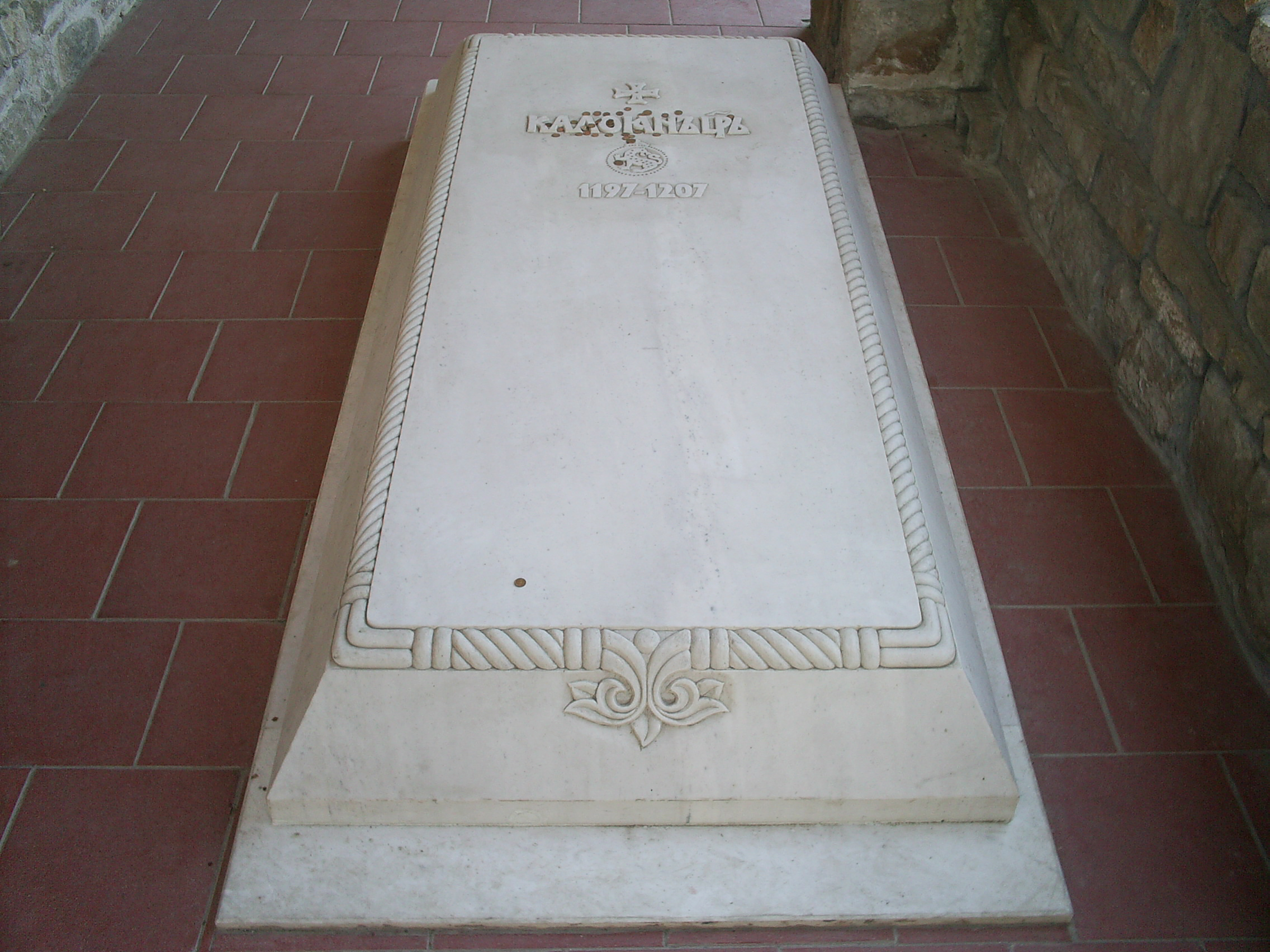
벨리코터르노보의 칼로얀의 관.

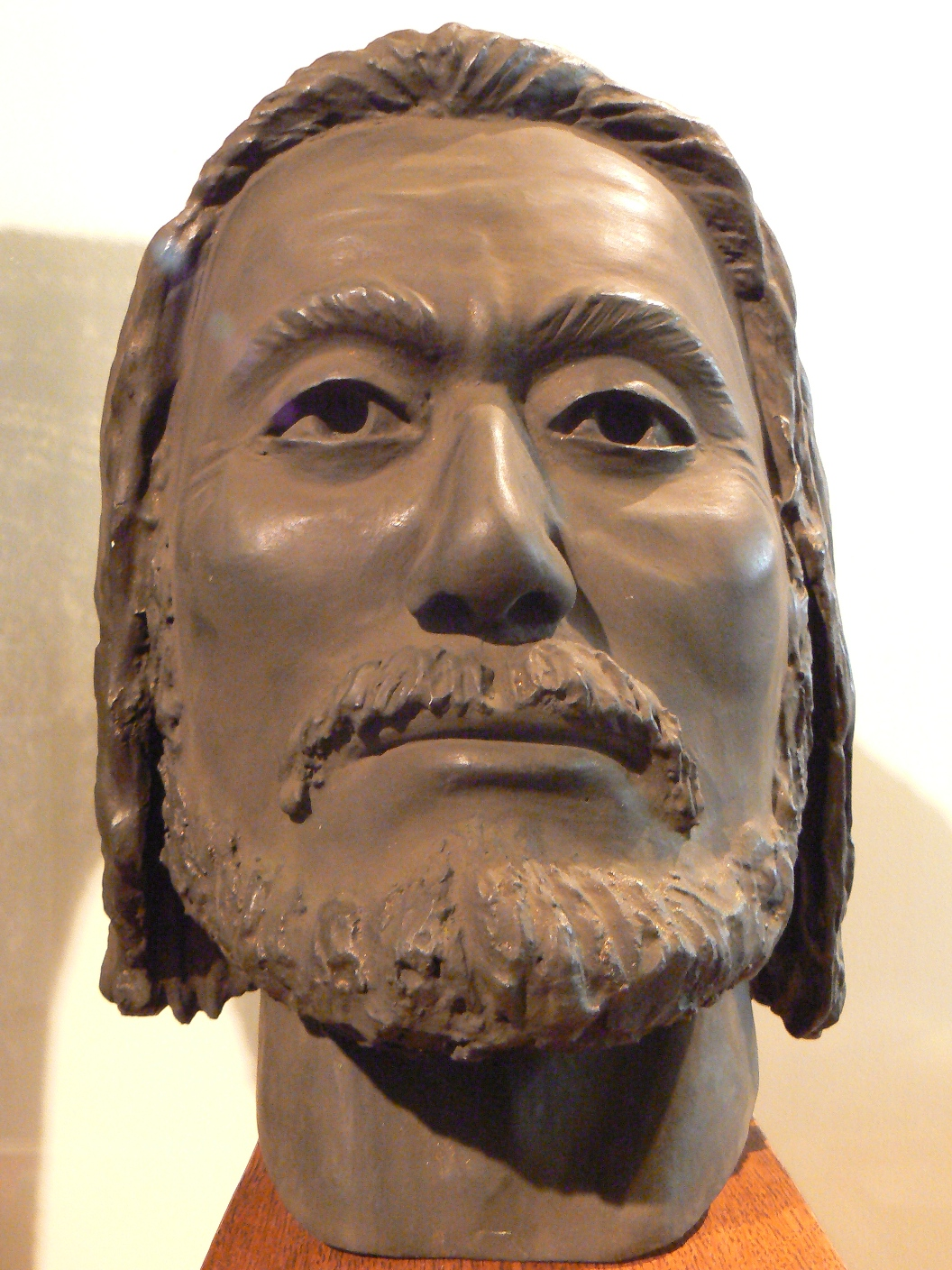
그의 유골로부터 재건된 칼로얀의 얼굴 형상

칼로얀은 아드리아노폴리스를 다시 포위하였지만 쿠만족 기병대의 철수와 라틴 제국의 새로운 황제인 보두앵 1세의 동생 앙리의 진군으로 인해 함락시키는 데는 실패하였다. 1207년 칼로얀은 비잔티움 저항 세력 중 가장 강력했던 니케아 제국의 테오도로스 1세와 반 라틴 동맹을 맺었다. 같은 해 9월 4일 칼로얀의 군대는 테살로니키 왕국의 십자군 통치자 보니파키오 몽트페라트를 죽였다. 칼로얀은 다시 한번 아드리아노폴리스를 포위하였으나, 1207년 10월 초 그는 그의 쿠만족 동맹군에게 살해당하고 말았다.
칼로얀의 치세 대부분은 외국(비잔티움 제국과 라틴 제국)과 대립과 관련되었고, 이 과정에서 그의 잔인함이 드러났다. 몇몇 그의 무자비함은 그의 쿠만족 동맹군이 벌인 일이었고, 칼로얀의 억압 정책은 적의 지배층을 노린 것이었고 평민들은 자비롭게 대해졌다. 보두앵 1세의 죽음과 관련된 전설에서는 그의 아내가 보두앵이 그에게 청혼했었다고 거짓으로 주장하자 분노한 칼로얀이 그의 시신을 훼손하였다고 묘사한다. 칼로얀의 시체는 그의 도장이 새겨진 반지와 함께 터르노보의 성 40 순교자 성당에 묻혀져있던 것이 발견되었다.

## 가족
칼로얀의 아내인 안나는 쿠만족 귀족 출신이었다. 칼로얀의 사후, 그녀는 그의 후계자인 보릴과 결혼하였다.
칼로얀은 딸 마리아를 두었으며, 그녀는 보릴과 라틴 제국의 동맹 관계를 위해 라틴 제국의 황제 앙리와 결혼하였다. 마리아는 1216년 6월 11일의 앙리의 독살에 연관되어 있는 것으로 추측된다.

## 참고 문헌
- John V. A. Fine, Jr., The Late Medieval Balkans, Ann Arbor, 1987.